# Jean-Baptiste Eugène Bellier de la Chavignerie
Jean-Baptiste Eugène Bellier de la Chavignerie (Chartres, 28 gennaio 1844 – Évreux, 25 settembre 1888) è stato un entomologo francese.

## Biografia
Dopo gli studi a Chartres, e a Parigi, Chavignerie lavorò presso il Palazzo di Giustizia di Parigi dal 1844 al 1859. Si dedicò, in particolare ai lepidotteri dal quale scrisse molti articoli scientifici. Scrisse anche e opere faunistiche, le più importanti sono le faune dell'Alvernia (1850), le Alpi (1854-1858), i Pirenei Orientali (1858), la Sicilia (1860) e la Corsica (1861). Charles Oberthür (1845-1924) acquisì la sua collezione dopo la sua morte.